# N.Flying
N.Flying (кор. 엔플라잉, яп. エヌフライング; скорочено від New Flying, що також означає «помах нових крил», «новий ривок») — південнокорейський інструментальний музичний гурт, сформований розважальною компанією FNC Entertainment у 2013 році. Гурт дебютував 1 жовтня 2013 року в Японії в складі чотирьох учасників — Квона Кванджіна, Лі Синхьоба, Ча Хуна та Кіма Джехьона, із цифровим синглом Basket. Дебют гурту в Кореї відбувся 20 травня 2015 року, із мініальбомом Awesome. У червні 2017 року було анонсовано, що до складу гурту приєднається Ю Хвесин. 26 грудня 2018 року бас-гітарист Квон Кванджін покинув гурт. Його позицію, спочатку в якості концертного, а з 1 січня 2020 року — офіційного учасника, зайняв Со Донсон.

## Кар'єра

### 2013—2014: Дебют в Японії і підготовка до дебюту в Кореї
На момент дебюту в Японії до складу гурту входило чотири учасники: Квон Кванджін, Лі Синхьоб, Ча Хун (на той час займав позицію лідера, оскільки найкраще володів японською мовою) та Кім Джехьон.
Вперше колектив виступив публічно на Shibuya CYCLONE 28 вересня 2013 року. 1 жовтня 2013 був випущений перший японський сингл гурту Basket. Реліз посів друге місце серед синглів у щотижневих чартах Tower Records та Oricon і четверте місце у щоденному чарті Oricon. До кінця осені хлопці продовжували виступати в закладах клубного формату, двічі виступили сольно в Live Space Halot в Токіо. Однак, найбільшими концертними майданчиками для гурту послугували зали в різних містах Японії, де проходили концертні тури їхніх старших колег по лейблу — F.T. Island (впродовж жовтня 2013 року) та CNBlue (листопад-грудень 2013), в рамках яких N.Flying виступали на розігріві.
1 січня 2014 року N.Flying випустили свій другий японський сингл під назвою One and Only. Реліз досяг першого місця в чарті Tower Records на наступний день після випуску.
2 січня вони вперше з'явилися на телебаченні на південнокорейському телеканалі tvN в 7-му епізоді реаліті-драми про будні артистів FNC 'Cheongdam-dong 111'. У рамках зйомок шоу N.Flying також взяли участь у спільному шоукейсі артистів FNC, що стало їхнім першим публічним виступом в Кореї.
17 лютого 2014 року N.Flying дали ще один сольний концерт у Live Space Halot в Токіо.
Наприкінці лютого — початку березня гурт виступав на розігріві під час концертів FTIsland в Шанхаї, Тайбеї та Сінґапурі.
N.Flying також взяли участь у першому спільному концерті артистів FNC «FNC KINGDOM IN JAPAN ~ Fantastic & Crazy ~», що проходив 15-16 березня на арені Nippon Budokan в Токіо і загалом зібрав 26 000 слухачів.
З 13 березня до 10 квітня 2014 року в ефірі телеканалу tvN транслювалось реаліті-шоу Cheongdam-dong 111: N.Flying's Way of Becoming a Star, сиквел шоу Cheongdam-dong 111, в якому був продемонстрований процес підготовки гурту до дебюту в Кореї, і який загалом налічував 5 епізодів. Також у рамках цього шоу остаточним лідером гурту було призначено Синхьоба.
За першопочатковими планами N.Flying повинні були дебютувати в Кореї одразу після виходу в ефір останнього епізоду шоу, однак у зв'язку із трагедією порому «Севоль», який затонув 16 квітня 2014 року, дебют гурту було відкладено.
В липні дебют був відтермінований ще раз через травму коліна у Синхьоба.

## Учасники
| Ім'я          | Ім'я          | Ім'я     | Дата народження           | Позиція у гурті                             | Період активності                                     |
| Українською   | Латиницею     | Ханґилем | Дата народження           | Позиція у гурті                             | Період активності                                     |
| ------------- | ------------- | -------- | ------------------------- | ------------------------------------------- | ----------------------------------------------------- |
| Лі Синхьоб    | Lee Seunghyub | 이승협   | 31 жовтня 1992 (32 роки)  | Лідер, репер, вокаліст, клавішник, гітарист | 2013 — донині                                         |
| Ча Хун        | Cha Hun       | 차훈     | 12 липня 1994 (31 рік)    | Гітарист, бек-вокаліст                      | 2013 — донині                                         |
| Кім Джехьон   | Kim Jaehyun   | 김재현   | 15 липня 1994 (31 рік)    | Ударник                                     | 2013 — донині                                         |
| Ю Хвесин      | Yoo Hweseung  | 유회승   | 28 лютого 1995 (30 років) | Вокаліст                                    | 2017 — донині                                         |
| Со Донсон     | Seo Dongsung  | 서동성   | 9 квітня 1996 (29 років)  | Бас-гітарист, бек-вокаліст, макне           | 2019 (як концертний учасник) 2020 (офіційно) — донині |
| Колишні       |               |          |                           |                                             |                                                       |
| Квон Кванджін | Kwon Kwangjin | 권광진   | 12 серпня 1992 (32 роки)  | Бас-гітарист, саб-репер, бек-вокаліст       | 2013 — 2018                                           |

## Дискографія
| Корейські альбоми - Man on the Moon (2021) | Японські альбоми - Brotherhood (2019) |

## Фільмографія

### ТВ-шоу
- Cheongdam-dong 111 (2014)[16]
- Cheongdam-dong 111: N.Flying's Way of Becoming a Star (2014)[17]
- One Night Study (2015)[18]

## Нагороди та номінації
| Нагорода                     | Рік  | Категорія                     | Номінант Робота | Результат | Прим.  |
| ---------------------------- | ---- | ----------------------------- | --------------- | --------- | ------ |
| Brand of the Year Awards     | 2019 | Band of the Year              | N.Flying        | Перемога  | [ 19 ] |
| Gaon Chart Music Awards      | 2019 | Discovery of the Year — Band  | N.Flying        | Перемога  | [ 20 ] |
| Japan Gold Disc Award        | 2017 | Best Three New Artists — Asia | N.Flying        | Перемога  | [ 21 ] |
| Korea First Brand Awards     | 2020 | Idol Band Award               | N.Flying        | Перемога  | [ 22 ] |
| Melon Music Awards           | 2019 | Song of the Year (Daesang)    | «Rooftop»       | Номінація | [ 23 ] |
| Melon Music Awards           | 2019 | Best Rock Award               | «Rooftop»       | Перемога  | [ 24 ] |
| Mnet Asian Music Awards      | 2015 | Best New Artist — Male        | N.Flying        | Номінація | [ 25 ] |
| Mnet Asian Music Awards      | 2019 | Best Band Performance         | «Rooftop»       | Номінація | [ 26 ] |
| Mnet Asian Music Awards      | 2020 | Best Band Performance         | «Oh Really!»    | Номінація | [ 27 ] |
| Soribada Best K-Music Awards | 2019 | Rising Hot Star Award         | N.Flying        | Перемога  | [ 28 ] |
| The Fact Music Awards        | 2019 | Band Performer of the Year    | N.Flying        | Перемога  | [ 29 ] |